# Erannis crassestrigata
Erannis crassestrigata är en fjärilsart som beskrevs av Barend J. Lempke 1952. Erannis crassestrigata ingår i släktet Erannis och familjen mätare. Inga underarter finns listade i Catalogue of Life.